# Don Hany
Don Hany (ur. 18 września 1975 roku w Sydney, w Nowej Południowej Walii) – australijski aktor filmowy i telewizyjny, producent filmowy.

## Życiorys
Urodził się w Sydney, w Australii jako jeden z bliźniaków (ma brata Rogera) irackiego skrzypka/restauratora Taffy Hany i węgierski doktor nauk ekonomicznych. Uczęszczał do szkoły średniej w Holandii, a później ukończył studia dramtyczne na University of Western Sydney Nepean. W 2005 r. otrzymał nagrodę dla najlepszego aktora podczas festiwalu filmów niezależnych Method Fest Independent Film Festival.
W 2011 r. ożenił się z australijską aktorką Alin Sumarwata. Mają córkę Tildę (ur. 2011).

## Filmografia

### Filmy fabularne
- 1998: Potwór (The Monster) jako kowboj
- 2000: Żywot w Volkswagenie (Life in a Volkswagen)
- 2002: Na ratunek (Heroes' Mountain) jako David Kuhn
- 2002: Biały kołnierzyk błękitu (White Collar Blue) jako Senior Konstabl Theo Rahme
- 2004: Wygrany pokój (Winning the Peace) jako
- 2006: Tak się robi telewizję (The TV Set) jako chłopak
- 2006: Big Top jako Bobby
- 2007: Szczęśliwy Miles (Lucky Miles) jako szeregowiec Greg Plank
- 2007: Spać w niebiańskim spokoju (Sleep in Heavenly Peace) jako Trent Partridge
- 2008: Kalifornijski król (California King) jako Eric
- 2008:  Ostatnia spowiedź Alexandra Pearce'a (The Last Confession of Alexander Pearce) jako John Mather
- 2008: Cztery (Four) jako dr Brown / Agent nieruchomości / Geoff
- 2008: Plastik (Plastic) jako Henry
- 2009: Fałszywy świadek (False Witness) jako Sergei Krousov
- 2012: Jack Irish: Black Tide jako Dave
- 2013: Złamany brzeg (The Broken Shore) jako Joe Cashin
- 2014: Uzdrowienie (Healing) jako Viktor Khadem

### Seriale TV
- 1999: Łamacze (Breakers) jako Alex Markham
- 2000: Szczury wodne (Water Rats) jako Rob Schreiber
- 2001: Płaski czat (Flat Chat)
- 2001: Life Support
- 2002-2003: Biały kołnierzyk błękitu (White Collar Blue) jako Theo Rahme
- 2007: Wszyscy Święci (All Saints) jako Carlos
- 2007-2011: East West 101 jako Zane Malik
- 2008: Porachunki (Underbelly) jako Nik Radev
- 2008: Gliniarze z Melbourne (Rush) jako Bobby Lavilla
- 2009: Miecz prawdy (Legend of the Seeker) jako kapitan Ensor
- 2009: Chandon Pictures jako Boysie
- 2009: Dirt Game jako Dion Pesci
- 2010: W pętli życia (Tangle) jako Spiros Georgiades
- 2010-2011: Offspring jako Chris Havel
- 2013: Serangoon Road jako Sam Callaghan
- 2016: Heartbeat jako dr Jesse Shane